# Trzcianne (gromada)
Trzcianne – dawna gromada, czyli najmniejsza jednostka podziału terytorialnego Polskiej Rzeczypospolitej Ludowej w latach 1954–1972.
Gromady, z gromadzkimi radami narodowymi (GRN) jako organami władzy najniższego stopnia na wsi, funkcjonowały od reformy reorganizującej administrację wiejską przeprowadzonej jesienią 1954 do momentu ich zniesienia z dniem 1 stycznia 1973, tym samym wypierając organizację gminną w latach 1954–1972.
Gromadę Trzcianne z siedzibą GRN w Trzciannem utworzono – jako jedną z 8759 gromad – w powiecie monieckim w woj. białostockim, na mocy uchwały nr 19/V WRN w Białymstoku z dnia 4 października 1954. W skład jednostki weszły obszary dotychczasowych gromad Trzcianne, Zubole, Zucielec, Milewo i Pisanki ze zniesionej gminy Trzcianne w tymże powiecie. Dla gromady ustalono 15 członków gromadzkiej rady narodowej.
31 grudnia 1959 do gromady Trzcianne przyłączono obszar zniesionej gromady Chojnowo.
31 grudnia 1961 do gromady Trzcianne przyłączono wieś Nowa Wieś, PGR Nowa Wieś, kolonie: Podlasek, Nowa Wieś, Majdan i Stójka oraz gajówkę Pogorzały ze znoszonej gromady Szorce.
1 stycznia 1969 do gromady Trzcianne przyłączono wieś Niewiarowo ze zniesionej gromady Boguszewo.
1 stycznia 1972 do gromady Trzcianne przyłączono wsie Stare Bajki, Krynice, Szorce i Wyszowate ze zniesionej gromady Wyszowate oraz część kolonii Boguszewo położoną na zachód od wsi Boguszewo o obszarze 536 ha ze znoszonej gromady Dziękonie.
Gromada przetrwała do końca 1972 roku, czyli do kolejnej reformy gminnej. Z dniem 1 stycznia 1973 roku reaktywowano gminę Trzcianne.